# Hagiosoritissa

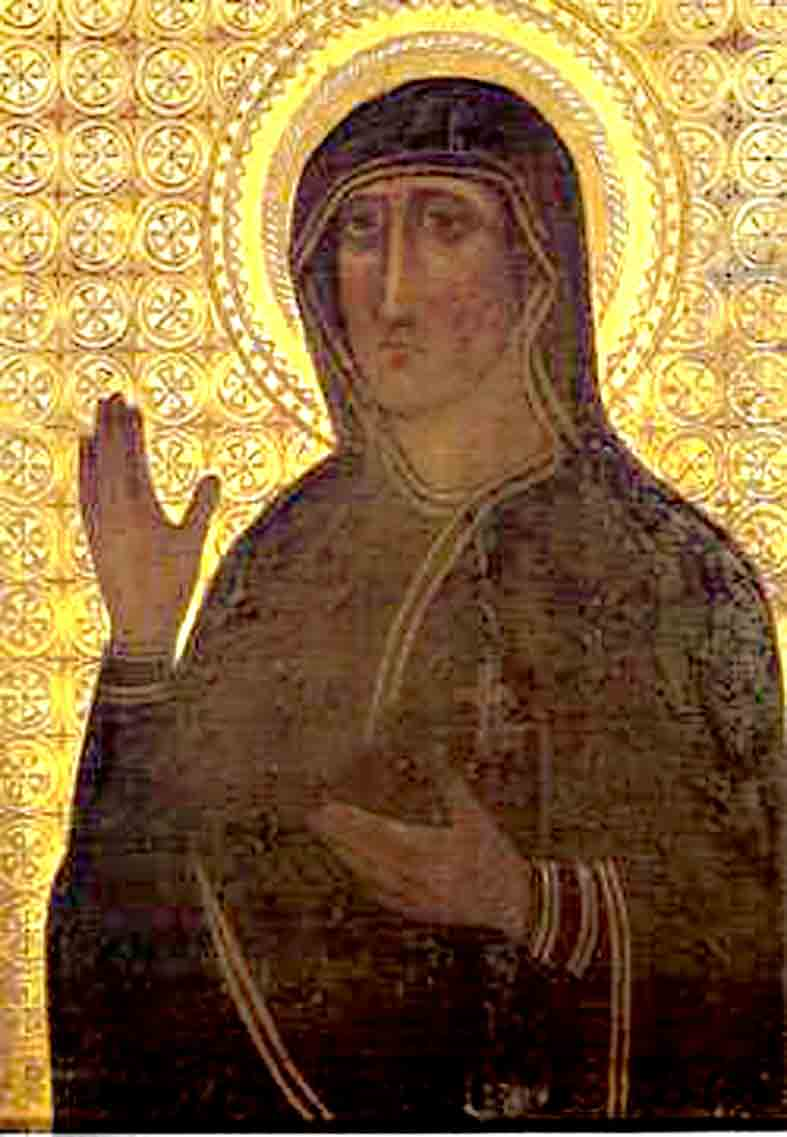
Hagiosoritissa

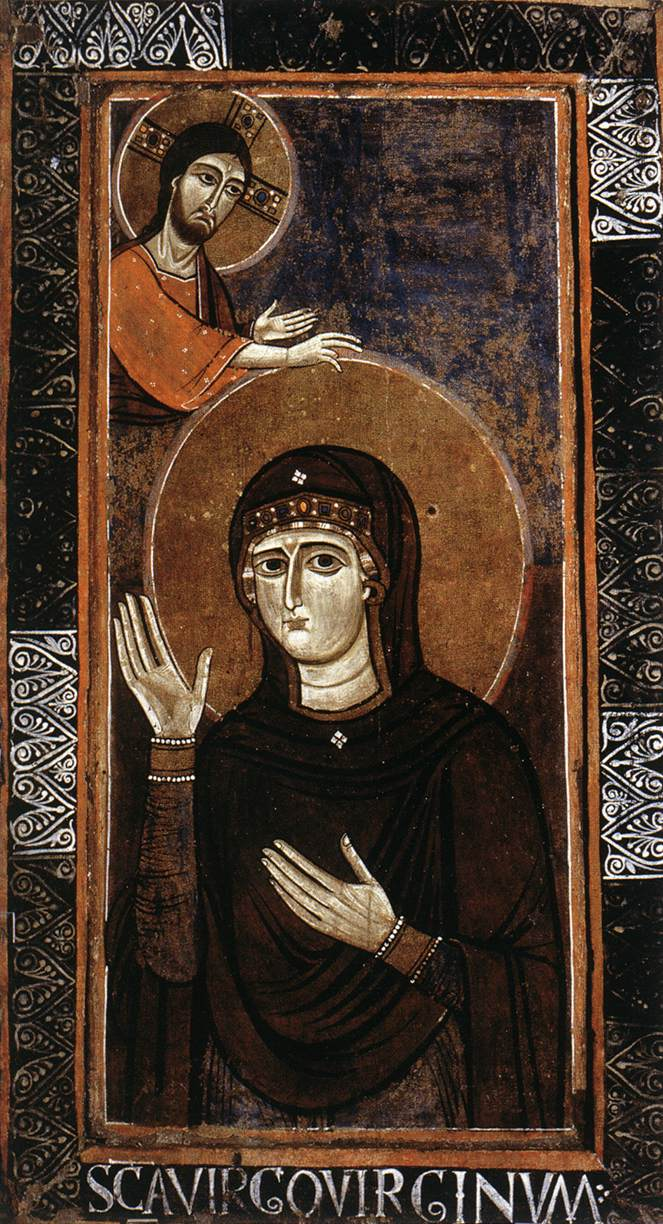
Madonna Avvocata aus dem 12. Jahrhundert in den Gallerie Nazionali d’Arte Antica in Rom

Der ikonografische Typus der Hagiosoritissa, Haghiosoritissa oder Agiosoritissa (griech.: Ἁγιοσορίτισσα) bildete sich in der byzantinischen Kunst zwischen dem 5. und 7. Jahrhundert heraus.

## Der Name
Dieser ikonografische Typus erhielt mehrere Namen:
- Hagiosoritissa oder Agiosoritissa (Ἁγιοσορίτισσα, zu aghia, „heilig“, und soros, „Schrein, Urne“; mithin „die Ikone beim Heiligen Schrein“), weil sie sich in der Hagia Soros genannten Rotunde befand, wo sich nach der Überlieferung seit dem 5. Jahrhundert der Schleier (Maphorion)[1] und der Heilige Gürtel (Zone), der Gottesmutter befand und verehrt wurde.[2] An den „heiligen Gürtel“ wandten sich unfruchtbare und schwangere Frauen und Gebärende.[3]
- Chalkopratissa, weil sich die Kapelle Agiosoritissa in der Chalkoprateiakirche, einer der Kirchen von Konstantinopel, im Ortsviertel Chalkoprateia (Ξαλκοπρατει̑α, „Kupfermarkt“) 150 Meter westlich der Hagia Sophia befand.[4] An der Stelle der Chalkoprateiakirche steht heute die Zeynep Sultan Moschee.[5]
- Paraklesis (griech.: παρακλησις) oder Anrufung für ihre Geste der Fürbitte.[4]

## Ikonografie
Die Hagiosoritissa ist eine Variante der Maria orans und wird seitlich als Halbfigur beim Beten (ohne das Jesuskind) mit einer Tunika mit engen Ärmeln bis zum Handgelenk und einem Mantel, der in der Höhe der Arme angehoben ist, dargestellt.
Maria, deren Haupt leicht nach rechts gedreht ist, schaut auf den Beobachter, auch wenn ihr Blick nicht so direkt ist wie bei der Hodegetria. Während ihre rechte Hand angehoben ist und den unsichtbaren Sohn anfleht, ruht ihre linke auf ihrer Brust, um anzudeuten, dass sie sich für alle einsetzt, die sich an sie wenden. Deshalb wird sich auch „Madonna Avvocata“ oder „Madonna Advocata“ („Madonna Anwältin“) genannt. Auf ihrem Kopf ist ein Diadem abgebildet. Ihr gegenüber (meist erhöht) die Hand Gottes oder Christus als Halbfigur.
Die Variante erfreut sich großer Verehrung in Rom, wo es insgesamt sechs verschiedene Kopien aus verschiedenen Epochen gibt. Dabei sind sie angeblich alle Madonnen des Evangelisten Lukas, weshalb sie auch unter dem Namen Madonna di San Luca (vom Heiligen Lukas) bezeichnet werden.

## Geschichte
Aelia Eudocia, Frau des oströmischen  Kaisers Theodosius II., soll 438/439 von ihrer Wallfahrt nach Jerusalem Reliquien nach Konstantinopel mitgebracht haben. Darunter sollen ein Gnadenbild, der Schleier (Maphorion) und der Gürtel (Zone) der Gottesmutter gewesen sein, die Aelia Eudocia später ihrer Schwägerin Aelia Pulcheria zuschicken ließ.
Nach dem Tod von Theodosius II. im Jahr 450 ließ seine ältere Schwester Aelia Pulcheria in verschiedenen Ortsteilen von Konstantinopel drei der Gottesmutter gewidmete Kirchen bauen. Die zweite Kirche, die Chalkoprateiakirche, ließ die Kaiserin Aelia Pulcheria im Ortsviertel Chalkoprateia (altgriechisch Ξαλκοπρατει̑α, „Kupfermarkt“) westlich der Hagia-Sophia-Kirche erbauen, wo der Gürtel der Heiligen Jungfrau aufbewahrt und verehrt wurde. An den „heiligen Gürtel“ wandten sich unfruchtbare und schwangere Frauen und Gebärende. An der Stelle der Chalkoprateiakirche steht heute die Zeynep Sultan Moschee.
Im Laufe der Zeit erschienen immer mehr Bilder dieser Art, die bereits im 7. Jahrhundert in der Kunstgeschichte ein Teil der sogenannten Deesis-Gruppe (griech.: „Bitte“; Darstellung des thronenden Christus zwischen Maria und Johannes dem Täufer, die zu seinen Seiten fürbittend stehen) wurden.

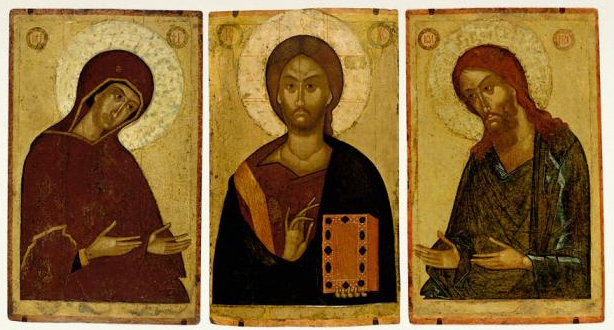
Deesis (Maria, Pantokrator, Johannes der Täufer), Pskow, erste Hälfte des 15. Jahrhunderts

Der Name Hagiosoritissa ist auf drei Siegeln und auf einer Ikone aus dem 10.–13. Jahrhundert zu lesen, die im Katharinenkloster auf dem Sinai bewahrt werden.
Die Kopien der Hagiosoritissa aus dem 7.–13. Jahrhundert werden in Rom in den Basiliken Santa Maria in Aracoeli auf dem Kapitol, Santi Bonifacio e Alessio, Santa Maria in Via Lata, San Lorenzo in Damaso und in den Kirchen Santa Maria del Rosario a Monte Mario und Santa Maria della Concezione in Campo Marzio aufbewahrt.
Auch in Tivoli in der Chiesa Santa Maria Maggiore befindet sich eine Madonna Hagiosoritissa aus dem 13. Jahrhundert.

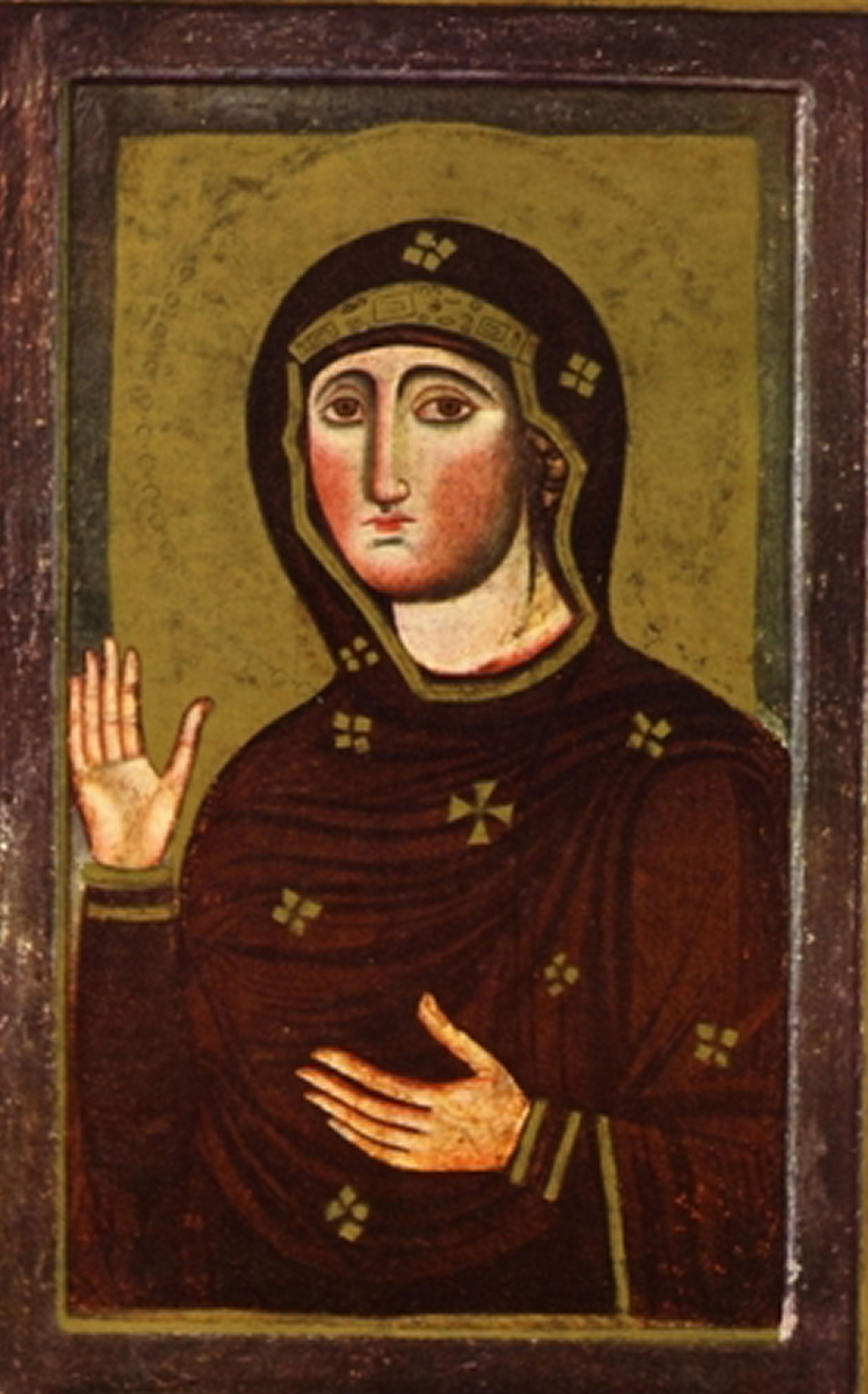
Hagiosoritissa in der Basilika Santa Maria in Aracoeli aus dem 10. Jahrhundert
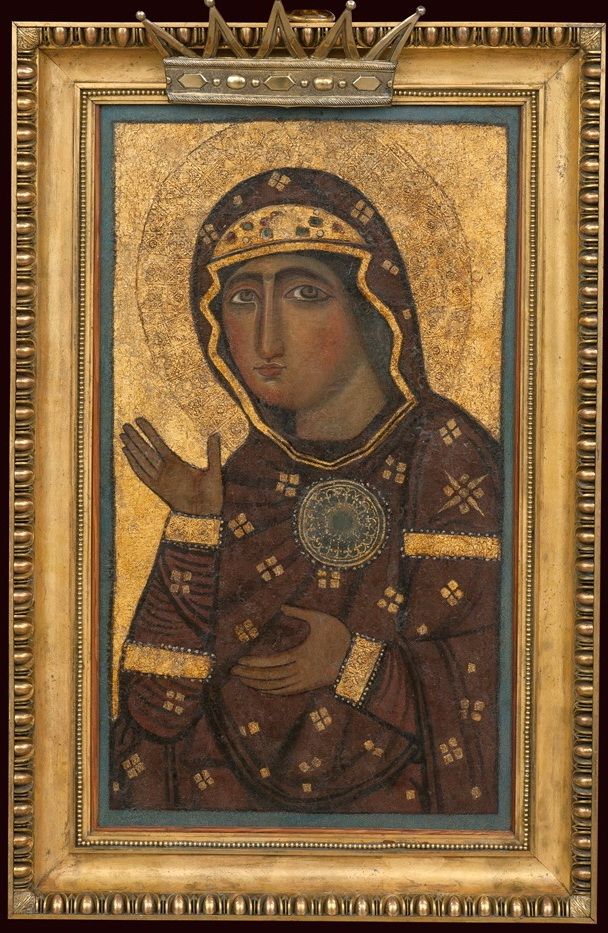
Hagiosoritissa in der Kapelle des allerheiligsten Sakraments in der Basilika Santi Bonifacio e Alessio aus dem 10./11. Jahrhundert
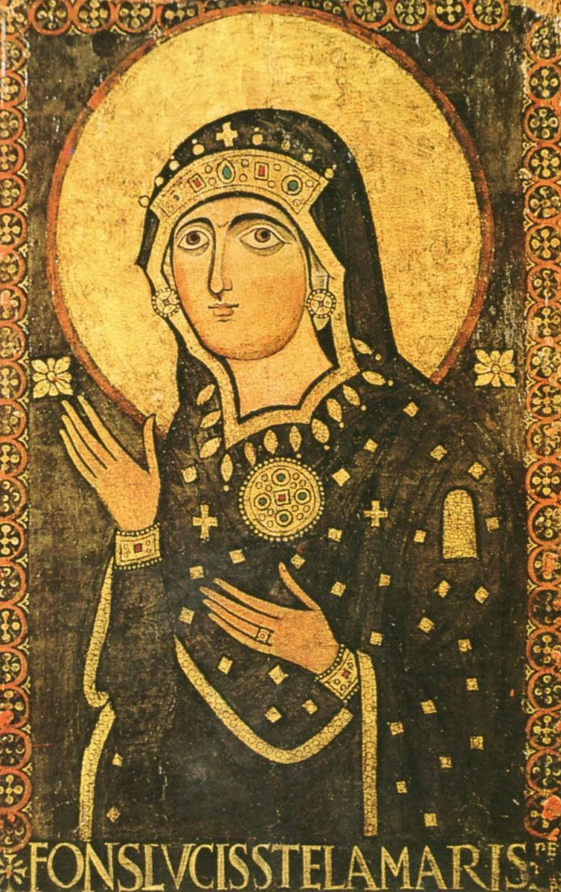
Hagiosoritissa in der Basilika Santa Maria in Via Lata aus dem 12. Jahrhundert
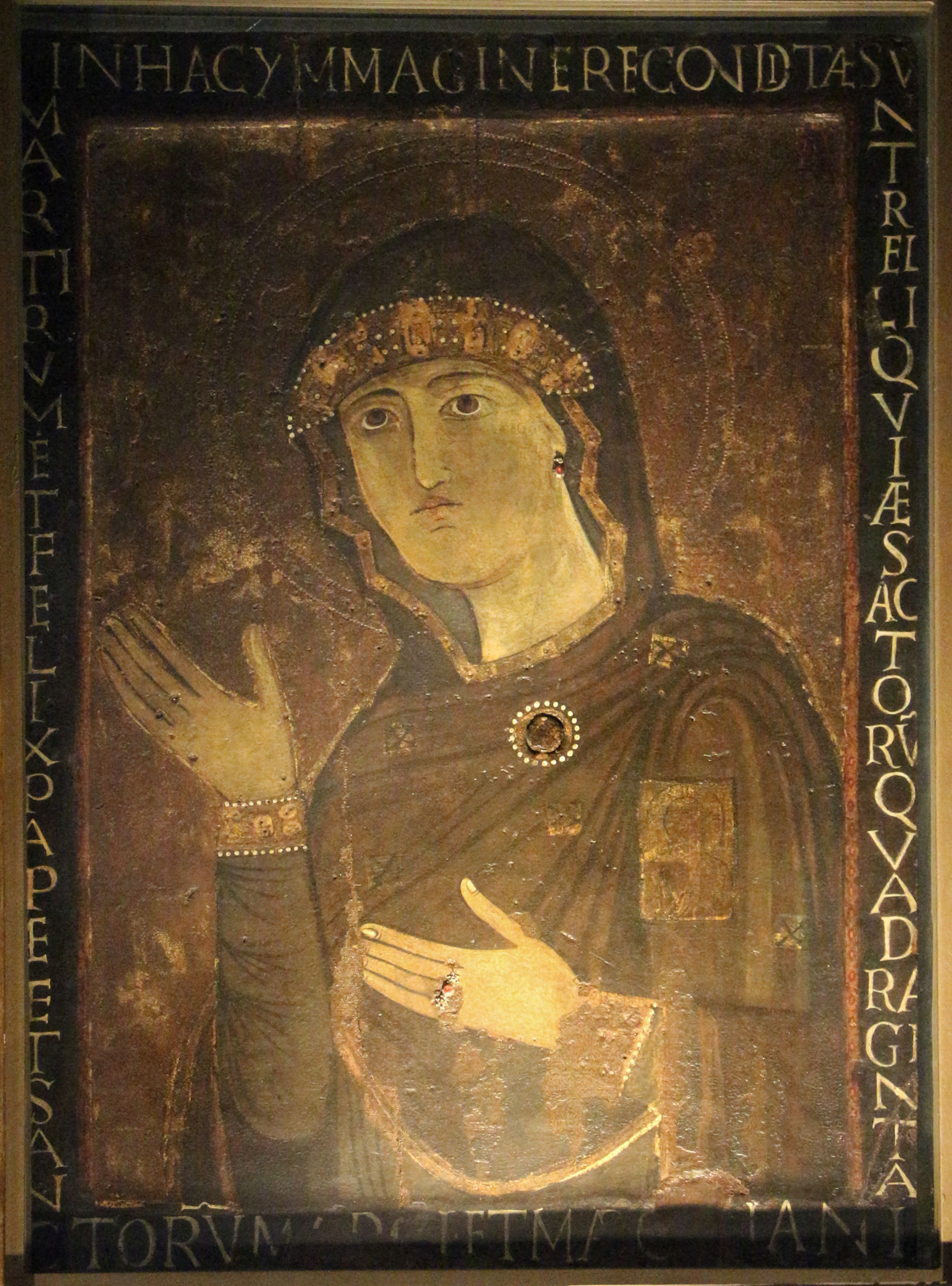
Hagiosoritissa in der Basilika San Lorenzo in Damaso aus dem 12./13. Jahrhundert
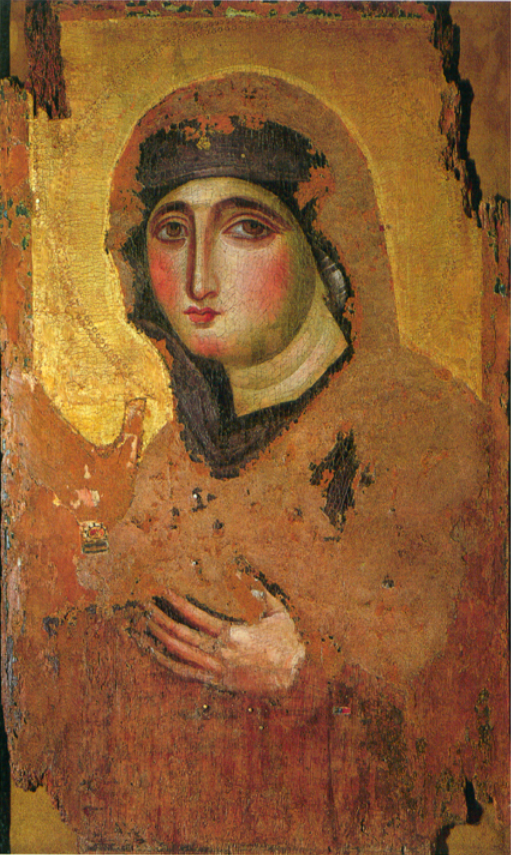
Madonna Advocata in der Chiesa Santa Maria del Rosario a Monte Mario aus dem 7. Jahrhundert
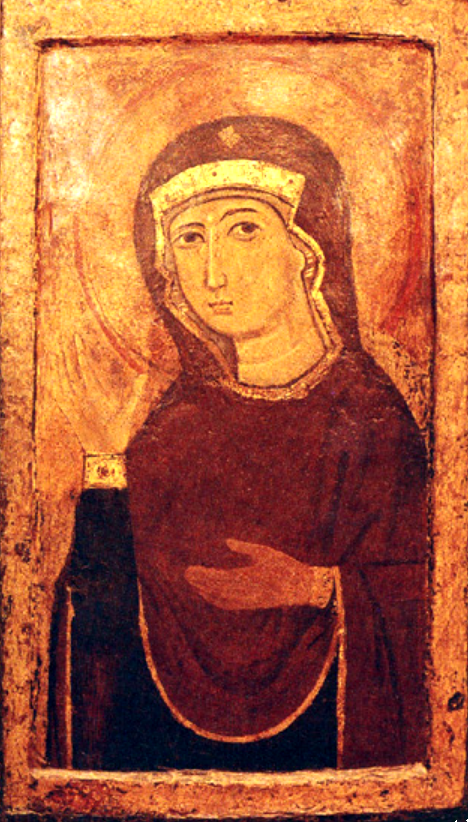
Madonna Advocata in der Chiesa Santa Maria della Concezione in Campo Marzio
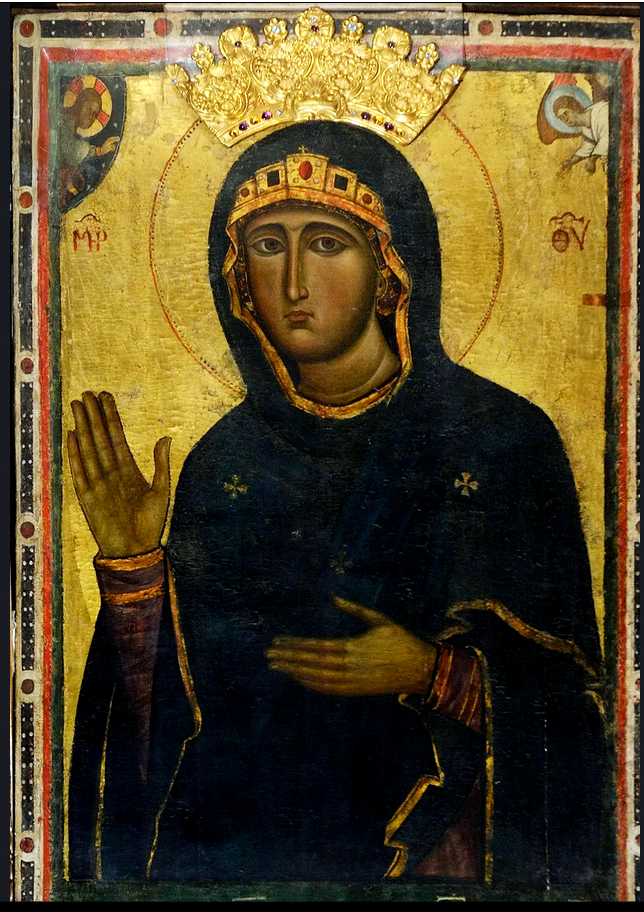
Hagiosoritissa in der Chiesa Santa Maria Maggiore in Tivoli

## Die Ankunft der Ikonen in Italien
Es gibt viele Legenden über die Ankunft der Ikonen in Italien.

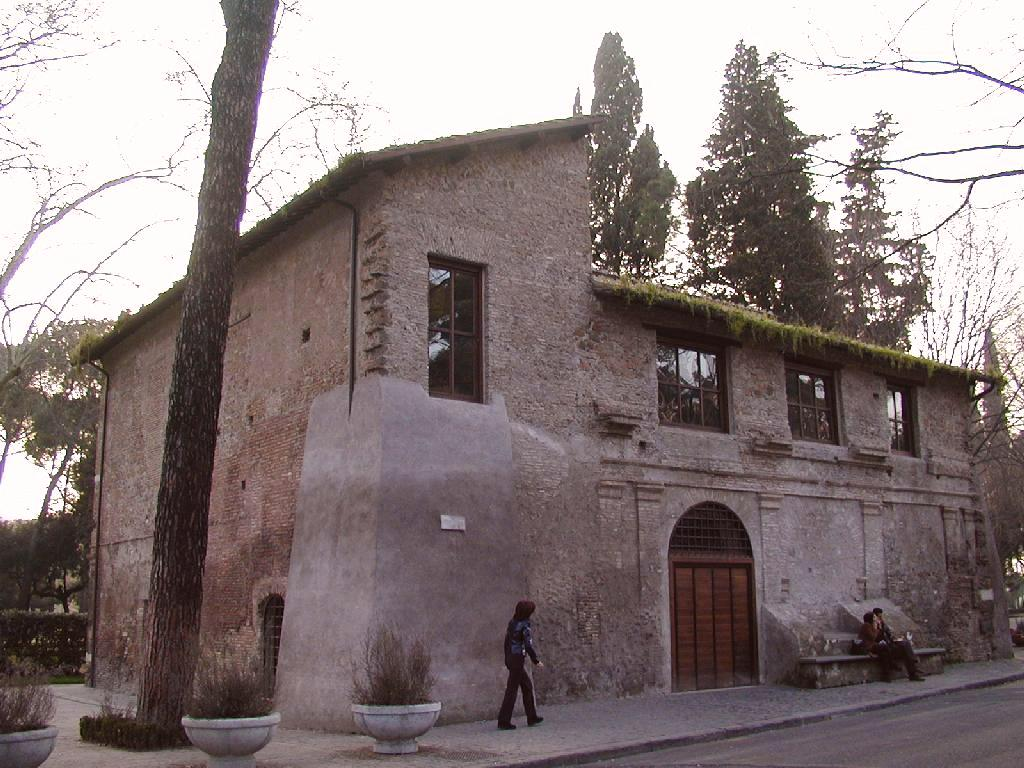
Die entweihte Chiesa di Santa Maria in Tempulo

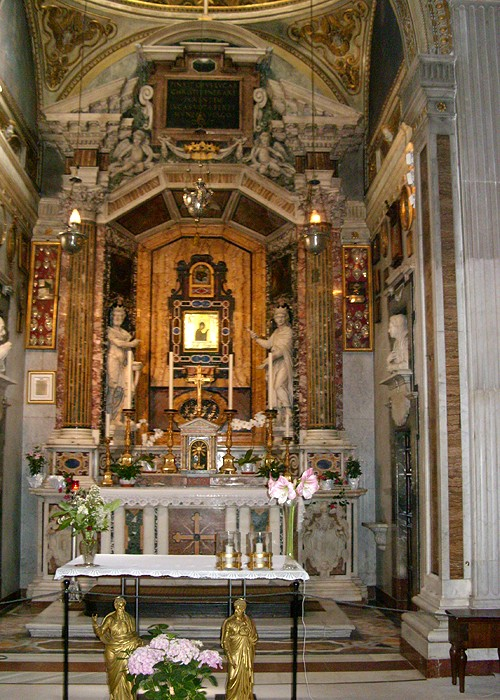
Altar der Cappella della Santissima Icone

- Die Ikone der Hagiosoritissa in der Chiesa Santa Maria del Rosario a Monte Mario gilt als die älteste existierende Ikone in Italien. Nach der Überlieferung kam sie Ende des 4. oder Anfang des 5. Jahrhunderts aus Konstantinopel. Laut einigen Gelehrten könnte sie aus dem syrisch-palästinensischen Gebiet (7./8. Jahrhundert) stammen. Die 1960 durchgeführte Restaurierung bestätigte den Ursprung der Ikone aus dem mittleren Osten.

Nach Angaben soll die Ikone sich im 9. Jahrhundert in der Chiesa di Santa Maria in Tempulo in Via Valle delle Camene befunden haben. Am 24. Februar 1221 ließ der Heilige Dominikus die Ikone in die Basilika San Sisto Vecchio bringen, wo sie Madonna di San Sisto (Madonna von San Sisto) genannt wurde und wo sie 354 Jahre lang bis 1575 blieb.
1527 wurde die Ikone auf wundersame Weise in der von Söldnerheeren in der Plünderung Roms zerstörten Kirche aufgefunden. Nach der Überlieferung wird das Ende der schrecklichen Geißel der Ikone zugeschrieben.
Am 8. Februar 1575 wurden die Dominikanerinnen durch die wütende Malaria gezwungen, ins Kloster Santi Domenico e Sisto auf den Quirinal zu ziehen.
- Die Ikone der Hagiosoritissa in der Basilika Santa Maria in Aracoeli soll aus Jerusalem stammen, in der Chalkoprateiakirche in Konstantinopel aufbewahrt worden und im 5. Jahrhundert nach Rom gekommen sein.

Gesichert ist, dass sie sich seit dem 8. Jahrhundert in Rom befand. Nachdem das Original verlorengegangen ist, wurde die Ikone Mitte des 10. Jahrhunderts durch eine der vielen Kopien ersetzt, die in der Zwischenzeit gemalt worden waren. Beispiele dieser Ikone finden sich in Griechenland, Deutschland, Russland und anderen Teilen Italiens; eine berühmte spiegelbildliche Ikone dieses Typus befindet sich in der Cappella della Santissima Icone in der Kathedrale Santa Maria Assunta in Spoleto, Umbrien.
Der Ikone wird die Beendigung der Pest in Rom im Jahr 1348 zugeschrieben. Aus Dankbarkeit wurde eine steile Treppe mit 124 Marmorstufen von der Piazza d'Aracoeli zur Westfassade der Kirche erbaut. (Abb.) Am 30. Mai 1948 wurde diese Ikone der Stadt Rom gewidmet.
- Die Ikone der Hagiosoritissa in der Chiesa Santa Maria della Concezione in Campo Marzio soll 750 von Calogere aus Konstantinopel nach Rom gebracht worden sein, um der ikonoklastischen Verfolgung zu entgehen. Papst Zacharias (741–752), der griechischer Herkunft war, erlaubte ihnen sich in Campo Marzio in der Nähe einer der Madonna geweihten Kirche niederzulassen.[4]

Die Ikone der Hagiosoritissa in der Basilika Santi Bonifacio e Alessio soll nach der Überlieferung Ende des 10. Jahrhunderts vom Metropolit Sergius aus Damaskus, der vor den Arabern geflohen war, nach Rom gebracht worden sein, wo er 977 das Kloster San Alessio auf dem Aventin gegründet hatte und geflüchteten griechischen Mönchen Asyl gewährte.